# Dargoire
Dargoire és un municipi francès situat al departament del Loira i a la regió d'Alvèrnia-Roine-Alps. L'any 2007 tenia 417 habitants.

## Demografia

### Població
El 2007 la població de fet de Dargoire era de 417 persones. Hi havia 152 famílies de les quals 24 eren unipersonals (16 homes vivint sols i 8 dones vivint soles), 52 parelles sense fills, 60 parelles amb fills i 16 famílies monoparentals amb fills.
La població ha evolucionat segons el següent gràfic:
Habitants censats

### Habitatges
El 2007 hi havia 158 habitatges, 151 eren l'habitatge principal de la família, 1 era una segona residència i 6 estaven desocupats. 151 eren cases i 7 eren apartaments. Dels 151 habitatges principals, 138 estaven ocupats pels seus propietaris, 10 estaven llogats i ocupats pels llogaters i 3 estaven cedits a títol gratuït; 1 tenia una cambra, 6 en tenien dues, 15 en tenien tres, 60 en tenien quatre i 69 en tenien cinc o més. 121 habitatges disposaven pel capbaix d'una plaça de pàrquing. A 47 habitatges hi havia un automòbil i a 96 n'hi havia dos o més.

### Piràmide de població
La piràmide de població per edats i sexe el 2009 era:
| Homes | Edats   | Dones |
| ----- | ------- | ----- |
| 0     | 95 o +  | 0     |
| 0     | 90 a 94 | 0     |
| 0     | 85 a 89 | 0     |
| 0     | 80 a 84 | 0     |
| 12    | 75 a 79 | 0     |
| 4     | 70 a 74 | 12    |
| 4     | 65 a 69 | 4     |
| 0     | 60 a 64 | 0     |
| 12    | 55 a 59 | 8     |
| 32    | 50 a 54 | 12    |
| 12    | 45 a 49 | 20    |
| 20    | 40 a 44 | 20    |
| 24    | 35 a 39 | 20    |
| 12    | 30 a 34 | 20    |
| 0     | 25 a 29 | 8     |
| 12    | 20 a 24 | 4     |
| 12    | 15 a 19 | 12    |
| 16    | 10 a 14 | 8     |
| 16    | 5 a 9   | 12    |
| 20    | 0 a 4   | 4     |

## Economia
El 2007 la població en edat de treballar era de 309 persones, 229 eren actives i 80 eren inactives. De les 229 persones actives 216 estaven ocupades (116 homes i 100 dones) i 13 estaven aturades (7 homes i 6 dones). De les 80 persones inactives 25 estaven jubilades, 37 estaven estudiant i 18 estaven classificades com a «altres inactius».

### Ingressos
El 2009 a Dargoire hi havia 163 unitats fiscals que integraven 448 persones, la mediana anual d'ingressos fiscals per persona era de 23.102 €.

### Activitats econòmiques
Dels 21 establiments que hi havia el 2007, 7 eren d'empreses de fabricació d'altres productes industrials, 3 d'empreses de construcció, 2 d'empreses de comerç i reparació d'automòbils, 1 d'una empresa de transport, 1 d'una empresa d'hostatgeria i restauració, 1 d'una empresa d'informació i comunicació, 1 d'una empresa financera, 1 d'una empresa immobiliària, 2 d'empreses de serveis, 1 d'una entitat de l'administració pública i 1 d'una empresa classificada com a «altres activitats de serveis».
Dels 6 establiments de servei als particulars que hi havia el 2009, 1 era un taller de reparació d'automòbils i de material agrícola, 1 lampisteria, 1 electricista, 1 perruqueria, 1 restaurant i 1 agència immobiliària.
L'any 2000 a Dargoire hi havia 5 explotacions agrícoles.

## Equipaments sanitaris i escolars
El 2009 hi havia una escola maternal integrada dins d'un grup escolar amb les comunes properes formant una escola dispersa.

## Poblacions més properes
El següent diagrama mostra les poblacions més properes.